# Ariana Godoy
Ariana Godoy (5 de outubro de 1990) é uma professora e escritora venezuelana. Alcançou grande popularidade graças às publicações que fez na plataforma online gratuita de leitura e escrita: Wattpad. Seus livros físicos são best-sellers tendo vendido mais de um milhão de cópias.

## Biografia
Ariana Godoy nasceu no estado de Zulia, Venezuela. Godoy estudou Educação na Universidade de Zulia, com menção em Inglês e Francês e graças a um programa de intercâmbio de professores, emigrou para os Estados Unidos, onde hoje trabalha como professora em uma escola.
Ela reside desde 2016 em Raleigh, Carolina do Norte, com o marido e um cachorro.
A mãe dela também é professora na Venezuela.

## Carreira
A escritora não tinha internet em casa, nem computador no qual pudesse escrever seus textos, utilizando o celular, o computador de uma amiga ou um caderno para escrever e posteriormente pedindo aos amigos que compartilhassem a internet com ela para poder publicar seus livros na plataforma Wattpad, em 2010. Em menos de um ano, Godoy já contava com mais de 100 mil leitores no aplicativo.
Sobre ainda deixar suas histórias gratuitamente no Wattpad ela declara:
| “ | Deixei meus livros de graça no Wattpad porque na Venezuela você prefere comer a ler um livro. | ” |

### Série Irmãos Hidalgo
- A través de mi ventana (2019) no Brasil: Através da Minha Janela (Intrínseca, 2022) em Portugal: Da Minha Janela (Editorial Presença, 2022)
- A través de ti (2021) no Brasil: Através de Você (Intrínseca, 2022) em Portugal: Da Minha Janela - Um Mar Entre Nós (Editorial Presença, 2023)
- A través de la lluvia (2022) no Brasil: Através da Chuva (Intrínseca, 2023) em Portugal: Da Minha Janela - Olhos nos Olhos (Editorial Presença, 2024)

### SérieDarks
- Heist: ¿Cazar o ser cazado? (2021).
- Fleur: Mi desesperada decisión (2022).

### Série Almas perdidas
- La revelación (2023)
- El nuevo mundo (2023)

### Livros isolados
- Mi amor de Wattpad (2016)
- Sigue mi voz (2022)

## Adaptações

### Filmes
- A través de mi ventana (2022)
- A través del mar (2023)
- A través de tu mirada (2024)